# Кашва
Кашва (рум. Cașva) — село у повіті Муреш в Румунії. Входить до складу комуни Гургіу.
Село розташоване на відстані 277 км на північ від Бухареста, 36 км на північний схід від Тиргу-Муреша, 97 км на схід від Клуж-Напоки, 137 км на північний захід від Брашова.

## Населення
За даними перепису населення 2002 року у селі проживали 570 осіб, з них 569 осіб (99,8%) румунів. Усі жителі села рідною мовою назвали румунську.